# Cowley County
Cowley County is een county in de Amerikaanse staat Kansas.
De county heeft een landoppervlakte van 2.917 km² en telt 36.291 inwoners (volkstelling 2000). De hoofdplaats is Winfield.